# Kybalió
El Kybalió és un document del 1908 que resumeix els ensenyaments de l'hermetisme, també coneguts com els set principis de l'hermetisme. La seva autoria s'atribueix a un grup anònim de persones autodenominats Els Tres Iniciats i, pel seu estil, es considera que l'autor que va signar així va ser William Walker Atkinson. El seu contingut, base del moviment del segle XX anomenat Nou Pensament, està vinculat amb l'hermetisme i es vincula a un alquimista místic i deïtat d'algunes lògies ocultistes anomenat Hermes Trismegisto, alhora vinculat amb la deïtat egípcia Thot; i l'existència del qual s'estima a Egipte abans de l'època dels faraons i, segons una llegenda hermètica, va ser guia d'Abraham.

## Els set principis
Els set principis o axiomes, com estan descrits al Kybalió, són:

### Mentalisme
El Tot és ment; l'univers és mental. El Tot és el conjunt totalitzador. No hi ha res fora del Tot.
Aquest principi expressa que l'univers prové de la ment del tot, i és el tot el creador de l'univers. Quan es parla del tot, ens referim al fet que tot el que està al nostre voltant, cada cosa que podem i no podem veure, existeix gràcies a la imaginació del tot, que és indefinible i pot ser considerat com una ment universal, infinita i vivent. Això vol dir que som reals dins lunivers, però som manifestacions de la seva ment. També es pot entendre que l'univers que observem no pot escapar de la nostra pròpia ment i que tot allò observable i allò viscut és en si ment. Aquest principi seria "equivalent" al concepte del Brahman a l'hinduisme.

### Correspondència
Com és a dalt, és a baix; com és endins, és fora. Afirma que aquest principi es manifesta als tres Grans Plans: el Físic, el Mental i l'Espiritual. principi planteja la idea que sempre hi ha una correspondència entre les lleis dels fenòmens dels diferents plans de l'ésser i la vida.
Estableix que hi ha harmonia entre el pla físic, el pla mental i el pla espiritual significa que tots els plans d'existència estan connectats i en correspondència. El macrocosmos es troba al microcosmos i viceversa: els sistemes solars, les societats i la vida a la Terra reflecteixen el mateix.
És a dir, fem el que fem al nivell micro, ho farem al nivell macro. Fins i tot, els hàbits més petits influeixen en el nostre comportament. En fer qualsevol cosa, també ho farem tot. Si descuidem una àrea de la nostra vida, el més probable és que la resta de les àrees també es vegin afectades. Aquest principi seria "equivalent" al concepte del Yin i Yang al taoisme.

### Vibració
Res no està immòbil; tot es mou; tot vibra.
Aquest principi afirma que tot està en moviment, que res no roman immòbil. Explica les diferències entre les diverses manifestacions de la matèria, de la força, de la ment i del mateix esperit, les que no són sinó el resultat dels diversos estats vibratoris. Des del tot, que és pur esperit, fins a la més petita forma de matèria, tot està en vibració: com més alta, més elevada és la seva posició a l'escala. La vibració de lesperit és duna intensitat infinita; tant, que pràcticament es pot considerar com si estigués en repòs, de la mateixa manera que una roda que gira rapidíssimament sembla que està sense moviment. I a l'altre extrem de l'escala hi ha formes de matèria densíssima, la vibració de les quals és tan feble que sembla també estar en repòs. Aquest principi seria "equivalent" al concepte del flux del Qì al Taoisme o el Prana a l'Hinduisme, entre altres religions.

### Polaritat
Tot és doble, tot té dos pols; tot, el parell d'oposats: els semblants i els antagònics són el mateix; els oposats són idèntics en naturalesa, però diferents en grau; els extrems es toquen; totes les veritats són mitges veritats, totes les paradoxes es poden reconciliar.
Aquest principi incorpora la veritat que totes les coses manifestes tenen dos costats, dos aspectes, dos pols, un parell d'oposats, iguals en naturalesa però amb múltiples graus entre els dos extrems, diferents en polaritat, idèntic en naturalesa, tots dos s'atreuen i s'harmonitzen a l'equilibri del cosmos.
La polaritat manté el ritme de la vida. Coneixem l'existència d'alguna cosa pel contrast de l'oposat. Així trobem: llum - foscor / amor - odi / esperit - matèria / vida - mort / bé - malament / vigília - somni / valor - por / alegria - tristesa.
Els oposats es presenten sempre al mateix element. El principi de polaritat funciona al llarg d'una escala vibratòria de graus que va del que és positiu al que és negatiu, i el que és positiu de naturalesa superior al que és negatiu. Aquest principi seria "equivalent" al concepte del Yin i Yang al taoisme.

### Ritme
Tot flueix i reflueix; tot té els seus períodes d'avenç i reculada, tot puja i baixa; tot es mou com un pèndol; la mesura del moviment cap a la dreta és la mateixa que la del moviment cap a l'esquerra; el ritme és la compensació.
Aquest principi va unit al principi de polaritat. Sempre que hi hagi una acció hi haurà una reacció, un avenç i una reculada, una ascensió i un descens. I aquesta llei regeix per a tot; sols, mons, animals, ment, energia, matèria. Es manifesta en la creació com en la destrucció dels mons, en el progrés com en la decadència de les nacions, a la vida i, finalment, als estats mentals de l'home. Ens indica que no importa que tan malament estigui la teva vida, pot millorar. Tot flueix i reflueix. No sempre podem guanyar ni perdre, perquè hi ha d'haver un balanç, ja que no tot perdura, al contrari, tot canvia, tot vibra, flueix i reflueix. Aquest principi seria "equivalent" al concepte del flux del Qì al taoisme o al Prana a l'hinduisme entre altres religions.

### Causa i Efecte
Tota causa té el seu efecte; tot efecte en té la causa; tot passa d'acord amb la llei; la sort o atzar no és més que el nom que se li dona a la llei no reconeguda; hi ha molts plànols de causalitat, però res no escapa a la Llei.
Aquest principi afirma que tot efecte en té la causa, i tota causa el seu efecte. Res no passa casualment. La sort és una paraula vana. Aquest principi conté la veritat que la casualitat només és un terme que indica l'existència d'una causa no reconeguda o percebuda; que el fenomen és continu, sense solucions de continuïtat.
La causa i l'efecte resideixen merament en els esdeveniments. Un succés o esdeveniment és el que ve, arriba o passa com a conseqüència o resultat d'un esdeveniment o esdeveniment anterior. Cap esdeveniment en crea un altre, sinó que no és res més que la baula precedent a la gran cadena coordenada de successos que flueixen de l'energia creadora del TOT. Aquest principi seria "equivalent" al concepte del karma a l'hinduisme i el budisme, o el concepte de Pratītyasamut.

### Gènere
El gènere existeix per tot arreu; tot té el seu principi masculí i femení; el gènere es manifesta en tots els plans. En el pla físic NO és la sexualitat.
El principi de gènere és totalment en el sentit hermètic, i el sexe és l'accepció terrenal acceptada del terme, encara que no són el mateix.
El principi estableix que no tots els éssers són iguals, es distingeixen en el gènere, i els gèneres es busquen per continuar existint. Que ser requereix dels diversos gèneres per mantenir la vida, i que els gèneres es reflecteixen els uns en els altres i són iguals en correspondència. La paraula gènere deriva de l'arrel llatina que significa “concebre, procrear, generar, crear, produir”. Un moment de consideració sobre l'assumpte demostrarà que aquesta paraula té un significat molt més ampli i general que el terme sexe, ja que es refereix a les distincions físiques entre els éssers mascles i femelles. Aquest principi seria "equivalent" a uns dels conceptes presents dins del Yin i Yang al taoisme, o de Sakti i Prakriti (allò femení) amb Púrusha (allò masculí) a l'hinduisme.
Cal que aquesta distinció entre la naturalesa masculina i femenina s'imprimeixi a la ment, perquè certs escriptors que han adquirit algunes nocions de filosofia hermètica han intentat identificar aquest setè principi amb errònies i de vegades reprensibles teories i ensenyaments concernents al sexe.

## Els Tres Iniciats
Els "tres iniciats" que van escriure el Kybalió van decidir romandre a l'anonimat. Això ha generat moltes especulacions sobre qui va escriure realment el llibre. Hi ha diverses escoles de pensament que se n'atribueixen l'autoria. La teoria més popular és que està escrit per membres de la Societat Teosòfica, ja que el seu traductor de l'anglès a l'espanyol, com es comprova a totes les edicions espanyoles des de la primera, va ser Federico Climent Terrer, fundador de la Societat Teosòfica a Barcelona, qui realitzaria aquesta traducció per ordre de la Societat Teosòfica.
Altres teories diuen que els "tres iniciats" que van escriure el llibre podrien ser Paul Foster Case, Michael Whitty i William Walker Atkinson (aquest últim també conegut com Yogi Ramacharaka, Swami Panchedasi, Magus Incognito, Theodore Sheldon i probablement molts altres pseudònims coneguts i desconeguts). Aquestes teories les exposen sovint membres de Builders of the Adytum, l'Escola de Misteris que va fundar Case, encara que el grup en si no se'n fa ressò públicament; de fet, sembla que aquesta història es va originar en un grup escindit de B.O.T.A., la Fraternitat de la Llum Oculta.
Pretenen recolzar aquesta teoria dient que Paul Foster Case va ser maçó, i que l'editorial del Kybalió, Yogi Publication Society, va imprimir el seu domicili al frontispici del llibre com a "Temple Masònic, Chicago, Illinois". Tot i això, molta gent que presenta això com una 'evidència' de l'autoria de Case probablement desconeix que el Temple Maçònic de Chicago era en realitat el primer gratacel de la ciutat, que allotjava dotzenes de botigues i petits negocis sense cap afiliació maçònica. L'edifici va ser nomenat per la lògia maçònica que va finançar gran part de la seva construcció, i en realitat aquesta es trobava als pisos superiors.
Altres noms que es barregen freqüentment en relació amb l'autoria del Kybalió són Harriet Case (l'esposa de Paul Foster Case en aquesta època), Ann Davies (qui passés Paul Foster Case al capdavant de B.O.T.A.), Mabel Collins (una destacada escriptora teosòfica) i Claude Brogdon (un famós mag de teatre).
Una altra teoria plausible és que el Kybalió va ser obra de William Walker Atkinson, amb o sense ajuda de tercers. Una de les primeres publicacions d'Atkinson podia haver estat una sèrie titulada Els Ensenyaments Arcans, que comparteix algunes similituds superficials amb el Kybalió: el Kybalió explora set 'Principis Hermètics', mentre que Els Ensenyaments Arcans explora set 'Lleis Arcanes'; el Kybalió afirma ser una elucidació d'un antic text hermètic inèdit del mateix nom, mentre que Els Ensenyaments Arcans diuen que exploren la saviesa d'un antic pergamí no publicat d'aforismes ocults; ambdós llibres descriuen tres 'Grans Planos' de la realitat, cadascun dels quals se subdivideix en set plans inferiors. Tots dos llibres descriuen tres dels plànols inferiors com a "claus negres astrals", de manera similar a les tecles negres d'un piano i habitats per esperits elementals; ambdós llibres descriuen amb gran detall el procés de l'alquímia mental, l'un gairebé en total consonància amb l'altre. Hi ha moltes altres similituds, que condueixen de manera natural a la pregunta de si Els Ensenyaments Arcans podrien haver estat el "primer esborrany" d'Atkinson per al material que posteriorment es convertiria en el Kybalió.